# 春画と日本人
『春画と日本人』（しゅんがとにほんじん）は、2019年9月28日に公開された日本のドキュメンタリー映画。2015年9月に永青文庫で開幕し、ロンドンの大英博物館で高い評価を受けた「春画展」、海外では高い評価を得ているのに、開催しようとすると国内の公私立博物館２０館あまりに開催の打診が断られ、これが逆風になって21万人の観客が押し寄せた展覧会を巡って、「春画」を人の目から隠そうとする日本社会の微妙な忖度の構造を描いたもの。
大墻敦が監督を務めている。